# Alexander van Hales

Summa universae theologiae

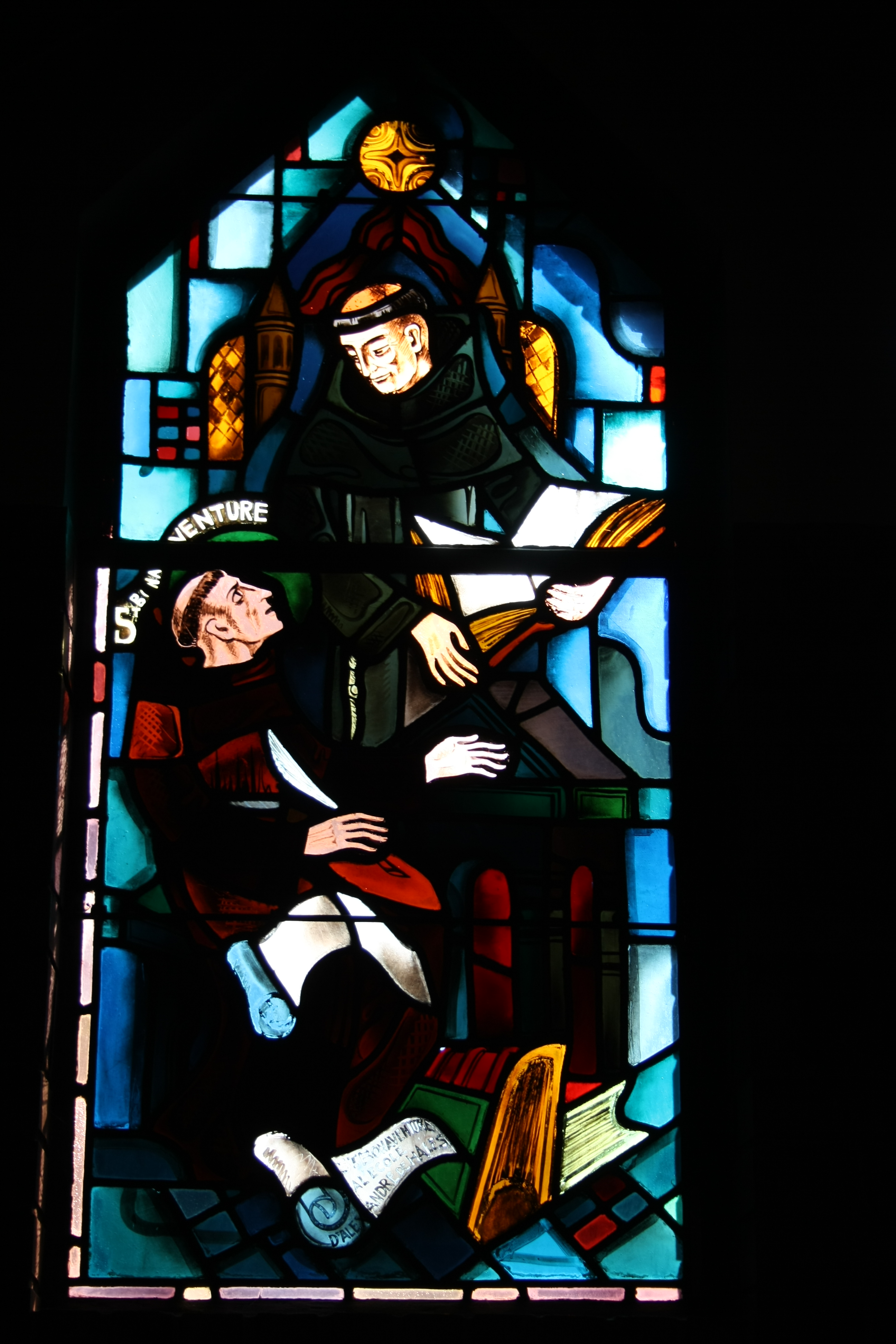
Glasraam uit de kapel van het franciscaner klooster te Parijs. Links Bonaventura en rechts hoger Alexander van Hales

Alexander van Hales (ca. 1185 - 1245) was een Engels franciscaan en scholasticus. Hij studeerde in Parijs, waar hij in 1210 magister artium werd. Ongeveer 10 jaar later werd hij magister in de theologie. In 1236 werd hij minderbroeder. Onder meer Bonaventura werd toen een van zijn studenten. Hij stierf in 1245 tijdens het Eerste concilie van Lyon.